# Гільєрмо Фернандес Єрро
Гільєрмо Фернандес Єрро (ісп. Guillermo Fernández Hierro, нар. 23 травня 1993, Більбао) — іспанський футболіст, нападник клубу «Атлетік Більбао».

## Ігрова кар'єра
Народився 23 травня 1993 року в місті Більбао. Розпочав займатись футболом у академії клубу «Еторкісун» з міста Аррігорріага, з якої 2003 року потрапив до академії «Атлетіка Більбао», де залишався до 2010 року, пройшовши усіх сходинки дитячого футболу.
У дорослому футболі дебютував на початку 2010 року виступами за другу команду «Атлетака» — клуб «Більбао Атлетік», що виступав у Сегунді Б, третьому за рівнем дивізіоні Іспанії. Всього в другій команді провів чотири з половиною сезони, взявши участь у 108 матчах чемпіонату. З сезону 2011-12 став основним гравцем атакувальної ланки команди.
З 2012 року залучався до основної команди «Атлетік Більбао», проте дебютував за неї в Прімері лише 9 листопада 2013 року в домашньому матчі проти «Леванте», в якому відіграв 67 хвилин, після чого був замінений на Гаїску Токеро. Відтоді встиг відіграти за клуб з Більбао 12 матчів в національному чемпіонаті.

## Статистика виступів

### Статистика клубних виступів
| Сезон                       | Команда                     | Чемпіонат                   | Чемпіонат | Чемпіонат | Кубки | Кубки | Кубки | Єврокубки | Єврокубки | Єврокубки | Інші змагання | Інші змагання | Інші змагання | Усього | Усього |
| Сезон                       | Команда                     | Ліга                        | Ігор      | Голів     | Ліга  | Ігор  | Голів | Ліга      | Ігор      | Голів     | Ліга          | Ігор          | Голів         | Ігор   | Голів  |
| --------------------------- | --------------------------- | --------------------------- | --------- | --------- | ----- | ----- | ----- | --------- | --------- | --------- | ------------- | ------------- | ------------- | ------ | ------ |
| 2009-10                     | «Більбао Атлетік»           | СДБ (ІІІ)                   | 5         | 1         | —     | —     | —     | —         | —         | —         | —             | —             | —             | 5      | 1      |
| 2010-11                     | «Більбао Атлетік»           | СДБ (ІІІ)                   | 15        | 3         | —     | —     | —     | —         | —         | —         | —             | —             | —             | 15     | 3      |
| 2011-12                     | «Більбао Атлетік»           | СДБ (ІІІ)                   | 28        | 1         | —     | —     | —     | —         | —         | —         | —             | —             | —             | 28     | 1      |
| 2012-13                     | «Більбао Атлетік»           | СДБ (ІІІ)                   | 39        | 13        | —     | —     | —     | —         | —         | —         | —             | —             | —             | 39     | 13     |
| 2013-14                     | «Більбао Атлетік»           | СДБ (ІІІ)                   | 21        | 12        | —     | —     | —     | —         | —         | —         | —             | —             | —             | 21     | 12     |
| Усього за «Більбао Атлетік» | Усього за «Більбао Атлетік» | Усього за «Більбао Атлетік» | 108       | 30        |       | —     | —     |           | —         | —         |               | —             | —             | 108    | 30     |
| 2013-14                     | «Атлетік Більбао»           | ПД                          | 9         | 1         | КІ    | 0     | 0     | —         | —         | —         | —             | —             | —             | 9      | 1      |
| Усього за кар'єру           | Усього за кар'єру           | Усього за кар'єру           | 117       | 31        |       | 0     | 0     |           | —         | —         |               | —             | —             | 117    | 31     |